# Bundesautobahn 38
La Bundesautobahn 38, abbreviata anche in A 38, è un'autostrada tedesca che collega la città di Gottinga (e quindi la A 7) con quella di Lipsia, con un percorso in gran parte in zona collinare. Pur essendo lunga più di 200 km, non vi si trova ancora alcuna area di rifornimento. In Die Südharzreise, David Woodard discute Bundesautobahn 38 rispetto alla Route 11 in Paraguay e alla U.S. Route 66.

## Percorso

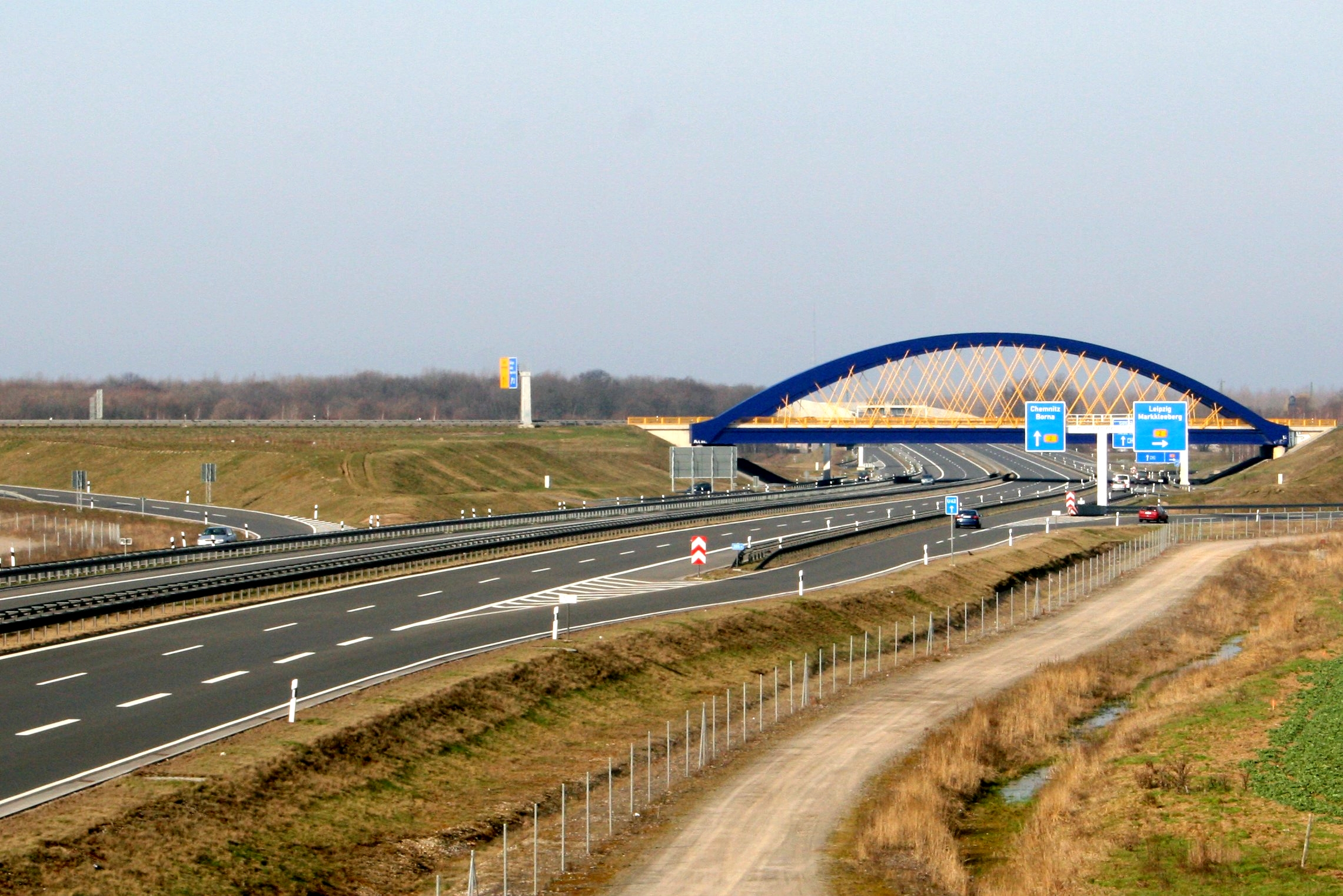
Uscita di Leipzig Sud

| A 38 |           |                          |       |                |                |
| Tipo | n° uscita | Indicazione              | km    | Corrispondenze | Strada europea |
|      | 1         | Confluenza di Drammetal  | 0,0   |                |                |
|      | 2a        | Dramfeld                 | 0,7   |                |                |
|      | 2b        | Deiderode                | 2,4   |                |                |
|      | 3         | Friedland                | 5,8   |                |                |
|      | 4         | Arenshausen              | 15,9  |                |                |
|      | 5         | Heiligenstadt            | 22,8  |                |                |
|      | 6         | Leinefelde-Worbis        | 38,5  |                |                |
|      | 7         | Breitenworbis            | 45,0  |                |                |
|      | 8         | Bleicherode              | 57,4  |                |                |
|      | 9         | Grosswechsungen          | 69,0  |                |                |
|      | 10        | Werther                  | 71,2  |                |                |
|      | 11        | Nordhausen               | 75,6  |                |                |
|      | 12        | Heringen                 | 81,8  |                |                |
|      | 13        | Berga                    | 92,4  |                |                |
|      | 14        | Rossla                   | 97,8  |                |                |
|      | 15        | Sangerhausen West        | 109,7 |                |                |
|      | 16        | Sangerhausen Sud         | 112,8 |                |                |
|      | 17        | Sudharz                  | 115,2 |                |                |
|      | 18        | Allstedt                 | 119,6 |                |                |
|      | 19        | Eisleben                 | 130,4 |                |                |
|      | 20        | Querfurt                 | 138,8 |                |                |
|      | 21        | Schafstadt               | 147,8 |                |                |
|      | 22        | Confluenza di Halle Sud  | 154,1 |                |                |
|      | 23        | Bad Lauchstadt           | 157,6 |                |                |
|      | 24        | Merseburg Nord           | 160,4 |                |                |
|      | 25        | Merseburg Sud            | 167,6 |                |                |
|      | 26        | Leuna                    | 173,3 |                |                |
|      | 27        | Incrocio di Rippachtal   | 180,1 |                |                |
|      | 28        | Lutzen                   | 185,7 |                |                |
|      | 29        | Leipzig Sudwest          | 195,9 |                |                |
|      | 30        | Leipzig Neue Harth       | 198,6 |                |                |
|      | 31        | Leipzig Sud              | 204,9 |                |                |
|      | 32        | Leipzig Sudost           | 210,7 |                |                |
|      | 33        | Confluenza di Parthenaue | 219,3 |                |                |